# Derecho registral
El derecho registral, es aquella rama del derecho, formada por el conjunto de normas jurídicas y principios registrales que regulan la organización y funcionamiento de los registros públicos, los derechos inscribibles y medidas precautorias en los diversos registros, en relación con terceros.

## Principios del derecho registral

### Principio de legalidad
Por este principio, todo título que se trate de inscribir en el Registro está sometido a un examen previo, también llamado verificación o calificación, con el fin de que solo tengan acceso a los asientos registrales, los títulos válidos y perfectos; en otras palabras es el análisis que realiza el registrador respecto de la licitud del acto o contrato que se desea inscribir o anotar preventivamente así como de la compatibilidad de estos actos con las normas legales vigentes y los asientos registrales ya existentes.

### Principio de prioridad
Referido directamente al tiempo, por cuanto en el reconocimiento de determinados derechos, tienen prioridad los más antiguos sobre los posteriores; se basa en el apotegma jurídico "prior tempore, potior iure" (Primero en tiempo, mejor en derecho); así de acuerdo a este Principio, los derechos que otorgan los registros, están determinados por la prioridad en el tiempo de la inscripción, esta prioridad en el tiempo se determina por la fecha, día, hora y fracción de hora en que determinado título se presenta al registro.

### Principio de publicidad
En virtud de este principio, se presume que toda persona está enterada del contenido de las inscripciones; es decir, nadie puede alegar ignorancia o desconocimiento del contenido de los asientos de inscripción.

### Principio de legitimación
Según este principio, se presume que el contenido de las inscripciones, es cierto y produce todos sus efectos mientras que estas no sean anuladas o rectificadas.

### Principio de fe pública registral
Por este principio, se busca proteger los actos jurídicos que se hayan producido confiando en el contenido del registro; es decir, ampara a los terceros adquirentes de derechos, sobre la base de la información contenida en los Registros.

### Principio de tracto sucesivo
También conocido como de "Tracto Continuo", por este principio, ninguna inscripción, salvo la primera, se llevará a cabo sin que previamente esté inscrito o se inscriba el derecho de donde provenga.

### Principio de especialidad
También llamado de "Determinación", tiene como finalidad individualizar los derechos inscritos en los Registros, en relación con los bienes y a las personas, por este principio, cada inscripción se efectúa en partidas separadas.

### Principio de oponibilidad
El propósito de este principio es impedir que se inscriban derechos que se opongan o que puedan resultar incompatibles con otro derecho previamente inscrito; aunque el derecho que trata de inscribir sea de fecha anterior al derecho inscrito.

## Clases de inscripción

### Inscripción constitutiva
Esta clase de inscripción constituye un requisito indispensable para que la transferencia o constitución de un derecho real tenga lugar. Gracias a esta clase de inscripción, queda perfeccionada la transmisión o constituido el derecho real.
Ejemplo de esta clase de inscripción es la Hipoteca, pues si ésta no es inscrita en el registro correspondiente, aunque haya sido elevada a Escritura pública, no existe la garantía real.

### Inscripción declarativa
Esta clase consiste en publicar un cambio ya ocurrido, independientemente del registro. Para esta clase de inscripción, basta la existencia del título para la transmisión del derecho real.
Reconoce la pre-existencia de los derechos reales, de los que se toma nota para su oportuna publicidad y demás efectos que establezca la ley.

## Sistemas registrales
Podemos distinguir dos tipos de registros:
- Registros de derechos
- Registros de documentos

## Organismos internacionales
- Centro Internacional de Derecho Registral (CINDER)[3]